# Eudóxia Lascarina Asanina
Eudóxia Lascarina Asanina (em grego:  Εὐδοκία Λασκαρίνα Ἀσανίνα; em castelhano:  Eudoxia Láscaris Asen; Nicéia, 1245/1248 – Saragoça, 1311) foi uma princesa da família bizantina Láscaris.

## Família
Eudóxia foi a quarta filha do imperador niceno Teodoro II Láscaris e de Helena Asenina da Bulgária. Ela cresceu como princesa na corte de Nicéia, onde também vivia Constança de Hohenstaufen, viúva de seu avô, João III Ducas Vatatzes. Após a usurpação paleóloga do trono imperial, ambas as damas (a imperatriz viúva Constança e Eudóxia) fugiram, viajando pela mesma rota de Constantinopla para Tende e Sicília, respectivamente, e, anos depois, ambas buscaram proteção no Reino de Aragão, sob o rei Jaime I.

## Casamento
Logo após a reconquista de Constantinopla em 1261, Miguel VIII Paleólogo, até então regente e co-imperador com o infante João IV Láscaris, declarou-se imperador único, consolidando sua posição ao cegar e aprisionar João IV. As irmãs de João, entre elas Eudóxia, foram casadas às pressas com estrangeiros, para que seus descendentes não pudessem reivindicar a sucessão imperial.
A jovem Eudóxia casou-se em Constantinopla em 28 de julho de 1261 com Guilherme Pedro I Balbo (1230–1283), conde de Ventimiglia e Tende, uma região da Ligúria então a serviço de Gênova, aliado de Miguel VIII. Esse casamento deu origem à casa Láscaris de Vintimille, que se manteve até o século XIX como uma poderosa família francesa.